# Człopa (grodzisko)
Człopa – wczesnośredniowieczne grodzisko w miejscowości Człopa, u ujścia Cieszynki (Deszli) do jeziora Kamień.
Grodzisko stożkowe otoczone wałem wysokości 6 m i o obwodzie ok. 400 m oraz średnicy ok. 100 m. W północno-zachodniej części grodziska znajdują się pozostałości fosy. Jedyne prace archeologiczne były prowadzone w 1926 przez niemieckich archeologów. Odkryli oni dwie warstwy kulturowe, artefakty pochodzące z późnej epoki żelaza m.in. części przedmiotów z żelaza: igłę, sierp, część klingi noża. Badania wykazały, iż grodzisko było zasiedlone już w X wieku.
W XIII wieku właścicielami okolicznych dóbr był ród Nałęczów-Czarnkowskich, którzy ziemie te otrzymali od Przemysła II w 1280. W XIV wieku istniał tu już murowany zamek, będący w posiadaniu rodu von Wedlów, w granicach ziem Brandenburgii, a następnie dzięki zbrojnej interwencji króla Kazimierza Wielkiego w 1368 trafił ponownie w ręce Czarnkowskich. W 1406 trafił pod panowanie krzyżaków i został zniszczony. Położenie zamku jest identyfikowane z położeniem grodziska, choć nie zostało to potwierdzone.
Obecnie (2009) jest to obiekt prawnie chroniony.